# Indochinese scharrelaar
De Indochinese scharrelaar (Coracias affinis) is een vogel uit de familie van de scharrelaars (Coraciidae). De wetenschappelijke naam van de soort werd in 1840 gepubliceerd door Thomas Horsfield. De soort komt voor in Oost-India en Zuidoost Azië.

## Kenmerken
De vogel is 30 tot 34 cm lang. De vogel lijkt sterk op de Indische scharrelaar, met ook een blauwe band over de vleugels. Deze soort is donkerder van kleur, het blauw op de vleugels neigt naar diep paars. Opvallend is verder de helderblauwe kruin. 

## Verspreiding en leefgebied
De vogel komt voor in Bangladesh, Bhutan, Cambodja, China, India, Laos, Malakka, Myanmar, Nepal, Thailand en Vietnam. Het leefgebied bestaat uit open agrarisch gebied, weilanden, plantages,  savannelandschap met verspreide bomen (acacia's),  langs wegen met telegraafpalen, in parken, dorpen met veel groen, tuinen in buitenwijken. 

## Status
De grootte van de populatie is niet gekwantificeerd. De vogel is algemeen en wijdverspreid en niet zeldzaam. Om deze redenen staat de Indische scharrelaar als niet bedreigd op de Rode Lijst van de IUCN.